# Tour de l'Horloge de Foča
Pour les articles homonymes, voir Tour de l'Horloge.
La tour de l'Horloge, également connue sous le nom de tour de l'Horloge de Mehmed-pacha Kukavica, est située en Bosnie-Herzégovine, sur le territoire de la ville de Foča et dans la municipalité de Foča. Construite avant 1761 pendant la période ottomane, elle est inscrite sur la liste des monuments nationaux de Bosnie-Herzégovine.